# Wapen van Oldekerk

Het wapen van Oldekerk

Het wapen van Oldekerk werd op 9 oktober 1930 per Koninklijk Besluit door de Hoge Raad van Adel aan de Groninger gemeente Oldekerk toegekend. Vanaf 1990 is het wapen niet langer als gemeentewapen in gebruik omdat de gemeente Oldekerk opging in de gemeente Grootegast. 

## Blazoenering
De blazoenering van het wapen luidt als volgt:
Doorsneden; I in goud eene kerk met aangebouwden toren aan de rechterzijde van keel; II gedeeld; a in azuur een adelaar van goud, getongd, gebekt en gepoot van keel; B in zilver een op een uit den schildvoet oprijzenden berg van sabel geplant kruis van keel, vergezeld van weerszijde van een schamel van hetzelfde. Het schild gedekt met een gouden kroon van 3 bladeren en 2 paarlen.

## Verklaring
Ofschoon de gemeente in 1811 is ontstaan als afsplitsing van Grootegast, werd pas in het begin van de 20e eeuw een wapen aangevraagd. Hierin werden de elementen van de drie dorpen in de gemeente Oldekerk opgenomen, te weten: Oldekerk, Niekerk en Faan. Voor Oldekerk werd de kerk opgenomen die tot 1623 heeft bestaan. Er is hierbij gebruikgemaakt van een willekeurige afbeelding van de kerk, omdat van de betreffende kerk geen afbeeldingen bekend zijn. De adelaar is afkomstig van het wapen van de familie Aldringa, die in de Aldringaheerd te Niekerk woonden. Tot slot wordt Faan vertegenwoordigd door het wapen van de familie Millingha.
Adorp
· Aduard
· Appingedam
· Baflo
· Bedum
· Beerta
· Bellingwedde
· Bellingwolde
· Bierum
· De Marne
· Delfzijl 
· Eemsmond
· Eenrum
· Ezinge
· Finsterwolde
· Grijpskerk
· Grootegast
· Haren
· Hefshuizen
· Hoogezand
· Hoogezand-Sappemeer
· Hoogkerk
· Kantens
· Kloosterburen
· Leek
· Leens
· Loppersum
· Marum
· Meeden
· Menterwolde
· Middelstum
· Midwolda
· Muntendam
· Nieuweschans
· Nieuwe Pekela
· Nieuwolda
· Noordbroek
· Noorddijk
· Oldehove
· Oldekerk
· Onstwedde
· Oosterbroek
· Oude Pekela
· Reiderland
· Sappemeer
· Scheemda
· Slochteren
· Stedum
· Ten Boer
· Termunten
· Uithuizen
· Uithuizermeeden
· Ulrum
· Usquert
· Vlagtwedde
· Warffum
· Wedde
· Wildervank
· Winschoten
· Winsum
· 't Zandt
· Zuidbroek
· Zuidhorn